# Pondville
 Pondville est une communauté acadienne sur l'Isle Madame au Cap-Breton.
Il y a beaucoup de plages à Pondville.

## Webographie
- Pondville on Destination Nova Scotia